# Cliffortia ceresana
Cliffortia ceresana är en rosväxtart som beskrevs av C.Whitehouse. Cliffortia ceresana ingår i släktet Cliffortia och familjen rosväxter. Inga underarter finns listade i Catalogue of Life.